# Кара (Карелия)
Кара — упразднённая в 1957 году деревня Святозерского сельсовета Пряжинского района Республики Карелия. Была включена в состав деревни Важинская Пристань, современная часть ул. Озёрная.

## География
Расположена на восточном берегу Святозера.

### Географическое положение
Согласно «Списку населённых мест Олонецкой губернии по сведениям за 1905 год» деревня находится на расстоянии:
- до уездного города 68 вёрст
- до волостного правления (Святозеро) 5 вёрст
- до ближайшей деревни или села 1 верста
- до отделения почты 5 вёрст
- до пароходной пристани 60 вёрст
- до школы 1 верста.

## История
До революции входила в Святозерское общество Святозерской волости Петрозаводского уезда Олонецкой губернии.
В годы Советско-финской войны (1941—1944) территория была оккупирована. Освобождена советскими войсками летом 1944 года в ходе Свирско-Петрозаводской операции.
Указом Президиума Верховного Совета Карельской АССР от 28 октября 1957 г. к Важинской Пристани были присоединены деревни Вашаково, Кара, Мельница и Сигнаволок.

## Население
Численность населения деревни в 1905 году составляла 30 человек, из них 16 мужчин и 14 женщин.

## Инфраструктура
К 1905 году в 6 дворах 8 крестьянские семьи содержали скот: 11 лошадей, 18 коров и 9 голов прочего скота..

## Транспорт
Выезд через Озёрную улицу на автодорогу общего пользования регионального значения «Подъезд к п. Верхние Важины» (идентификационный номер 86 ОП РЗ 86К-263).